# ION Audio
A ION Audio é uma marca pertencente a Numark Industries, LP, companhia estado-unidense com sede em Rhode Island, especializada na produção de equipamentos para DJs.
ION Audio é o ramo da Numark destinado a consumidores caseiros, com foco na produção de Toca-discos de Vinil com USB, digitalizadores de mídias analógicas (como Fita cassete e VHS), acessórios para Videogame e outros equipamentos e acessórios para Áudio.